# Mycosphaerella davisoniellae
Mycosphaerella davisoniellae är en svampart som beskrevs av Crous 2006. Mycosphaerella davisoniellae ingår i släktet Mycosphaerella och familjen Mycosphaerellaceae.   Inga underarter finns listade i Catalogue of Life.